# Frontières du Niger

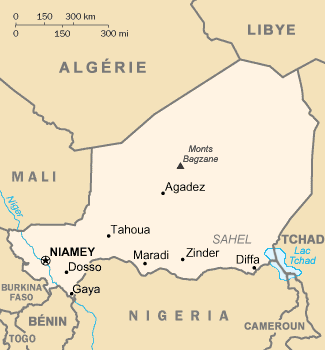
Carte du Niger, mettant en évidence ses frontières terrestres avec les pays voisins.

Le Niger possède des frontières terrestres avec sept pays.

## Frontières

### Frontières terrestres
Le Niger partage des frontières terrestres avec ses 7 pays voisins : l'Algérie, le Bénin, le Burkina Faso, la Libye, le Mali, le Nigeria et le Tchad, pour un total de 5 697 km.

### Récapitulatif
Le tableau suivant récapitule l'ensemble des frontières du Niger :
| Pays         | Frontière terrestre (km) | Notes |
| ------------ | ------------------------ | ----- |
| Algérie      | 956                      |       |
| Bénin        | 266                      |       |
| Burkina Faso | 628                      |       |
| Libye        | 354                      |       |
| Mali         | 821                      |       |
| Nigeria      | 1 497                    |       |
| Tchad        | 1 175                    |       |
| Total        | 5 697                    |       |